# Аманісло
Аманісло (д/н — бл. 250 до н. е.) — цар Куша в 260—250 роках до н. е.

## Життєпис
Про походження обмаль відомостей, можливо був братом царя Аркамані I. Відомий епітет до його особистого імені — «Меріамон» (Улюблений Амоном).
Посів трон близько 260 року до н. е. Відомий насамперед своєю пірамідою в Мерое і двома фігурами левів з Джебель-Баркал (знані як леви Пруде), на яких було вибито його ім'я, яке замінило собою ім'я давньоєгипетського фараона Аменхотепа III (тепер знаходиться в Британському музеї). Є також колона з його ім'ям, хоча читання непевне.
Помер близько 250 року до н.е. Поховано в піраміді № 5. Спадкував йому Аманітеха.

## В культурі
В опері Джузеппе Верді «Аїда» виступає під ім'ям Амонасро як цар Ефіопії та батько Аїди.